# برونو ليسافري
برونو ليسافري (بالفرنسية: Bruno Lesaffre)‏ (مواليد 11 مارس 1962) هو سبّاح فرنسي، مثّل بلاده في الألعاب الأولمبية الصيفية 1984.

## روابط خارجية
برونو ليسافري على موقع الاتحاد الدولي للسباحة (الإنجليزية)
- برونو ليسافري على موقع اللجنة الأولمبية الدولية (الإنجليزية)
- برونو ليسافري على موقع أوليمبيديا (الإنجليزية)